# Постриження

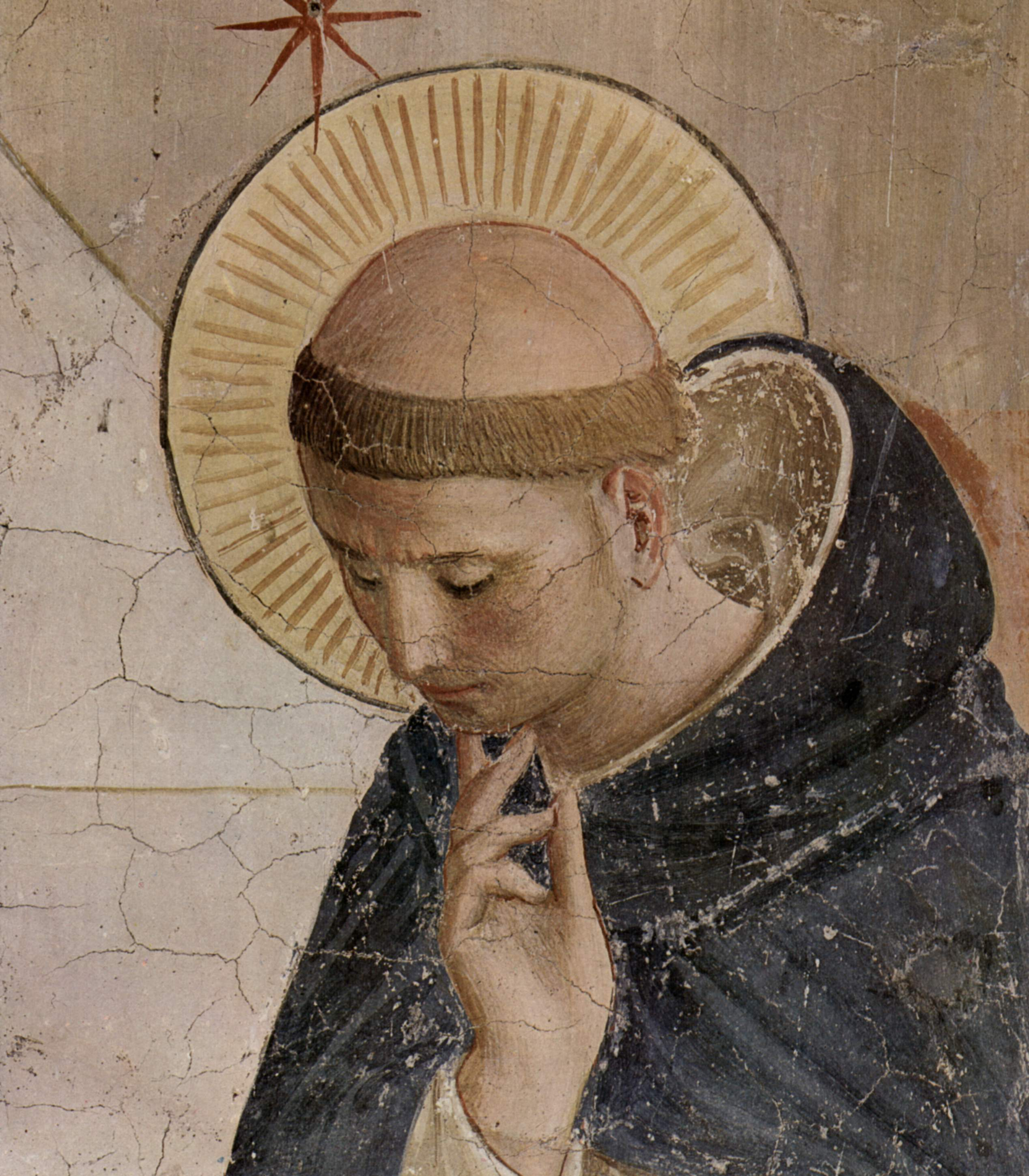

Постриження — в православній та католицькій церквах символічна і обрядова дія, що полягає в обстриженні волосся на знак приналежності до церкви. У західній традиції обряд постриження здійснювався тільки над священиками і ченцями, які носили тонзуру (від лат. tonsura — стрижка). У східно-слов'янській традиції аналогом тонзури було гуменце.

## Православна церква
Постриження здійснюється:
- над новохрещеними після таїнства миропомазання в ознаменування рабства, до якого зобов'язується пострижений щодо Христа (в греко-римському світі остриження волосся служило ознакою рабства).
- за посвячення на читця і співака архієрей постригає посвячуваного хрестоподібно, на знак відділення його від суспільства простих віруючих.

В східно-слов'янській традиції священики виголювали гуменце — круг на голові, що символізував терновий вінець. Поголена частина покривалася невеликою шапочкою, яку називали гуменце або скуфія. Звичай вистригати гуменце існував у Росії до середини XVII століття.

### Чернече постриження

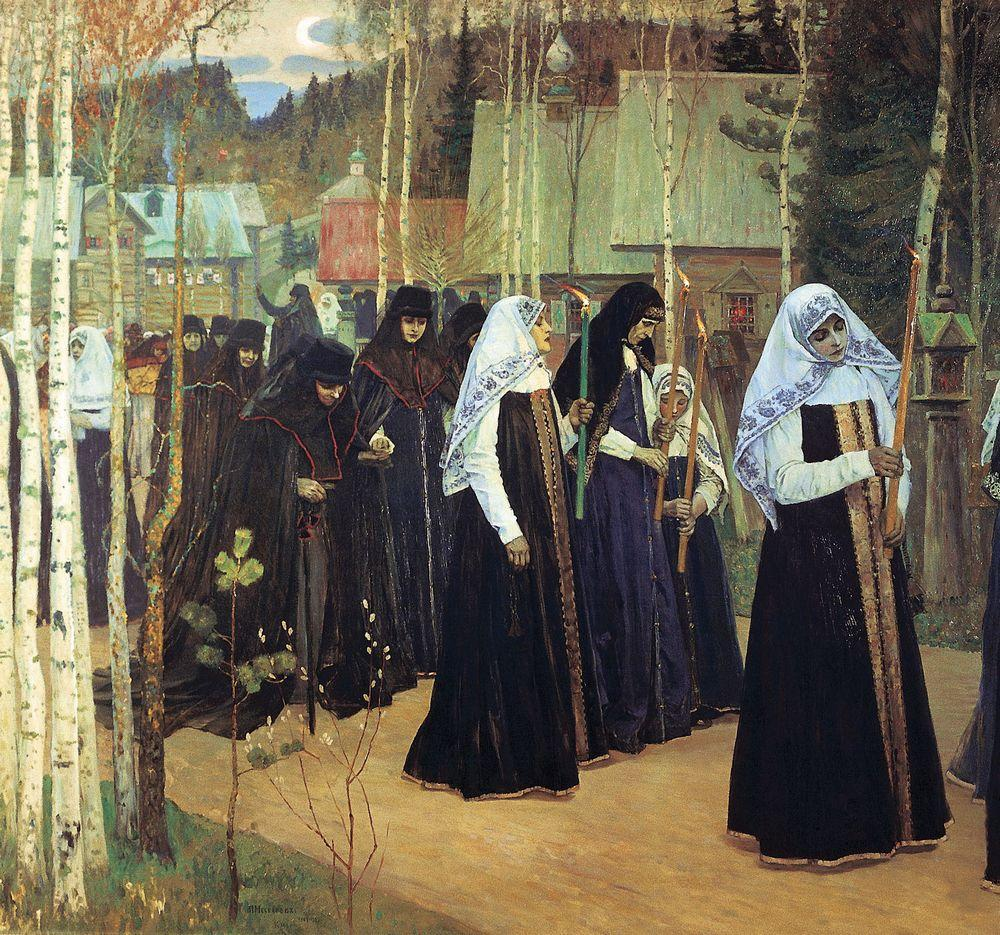
«Великий постриг» (М. В. Нестеров, 1898 рік)

Постриження є основною дією посвячення в чернецтво і його ступеня — рясофор, мала схима, велика схима.
При посвяченні так званих новоначальних після читання покаянних тропарів і молитов за того, хто постригається, здійснюється хрестоподібне остриження посвячуваного з вимовленням слів: «во ім'я Отця і Сина і Святого Духа»; потім пострижений одягається в рясу і камілавку. Цей обряд називається «послідуванням в одіяння ряси і камілавки».
Введення в другий ступінь здійснюється за допомогою обряду, званого послідування малої схими, а також поєднанням. Обряд поділяється на дві частини:
- оголошення (умовляння, виголошення обітниць, настанови давшому обітницю)
- саме постриження.

Ігумен випробовує твердість того, хто постригається, триразовим велінням подати ножиці і триразовим відкиданням їх. Постригуваний щоразу покірливо подає їх і цілує руку ігумена. Прийнявши ножиці утретє, ігумен хрестоподібно постригає посвячуваного і нарікає йому нове ім'я, нагадуючи цим остаточне зречення його від світу.
Після постриження посвячуваний одягається в хітон, параман, рясу, пояс, мантію, камілавку, клобук, сандалії і отримує вервицю. Обряд постриження великосхимників носить назву послідування великої схими і відрізняється від обряду малої схими тільки більшою тривалістю і урочистістю. Після засвідчення в твердості наміру прийняти велику схиму посвячуваний приймає постриг, при цьому отримує нове ім'я і вдягається в схимницький одяг (кукіль й аналав).

## Католицька церква
В католицизмі використовувалася тонзура — поголене місце на маківці — знак приналежності до духовенства.
Початкове значення тонзури повністю не з'ясоване. Раніше налисо голили голову ті, що каються. З цього погляду тонзуру можна тлумачити як знак звернення до Бога. Перші ченці перейняли цей звичай, який з VI століття розповсюдився на всіх духовних осіб. Офіційне розпорядження про носіння тонзури було прийняте четвертим синодом в Толедо.
Тонзура була скасована папою Павлом VI з 1 січня 1973 року.

## Руський звичай
На Русі існував звичай першого постриження волосся у дітей чоловічої статі — п́остриг (устар. пострег). Спочатку він практикувався в сім'ях великих і удільних князів, а потім і знатних бояр та дворян.
Постриження здійснювалося через три, чотири і більше років після народження, з читанням особливої молитви, в церкві, для чого туди приводив «духовного сина» хрещений батько. Про цей обряд згадують Мартін Гал і Кадлубок; останній говорить, що постриження «народжувало духовну властивість, і мати того, хто постригається, вважалася за його названу сестру».